# Ливади (дем Седес)
Ливади (на гръцки: Λιβάδι) е село в Република Гърция, дем Седес, област Централна Македония със 751 жители (2001).

## География
Селото е разположено в северозападната част на Халкидическия полуостров, на 35 km от Солун, високо на 750 m в планината Хортач. Селото е обградено от ливада и е изградено амфитеатрално в залесена долина. В селото е разположен манастирът „Свети Генадий Схоларий“.

## История

### Праистория, античност, средновековие
В района на Ливади са открити важни обекти от праисторическо време. На 1,5 km западно, в местността Сугла или Ливадска Тумба, има селищна могила от желязната епоха - 1100 година пр. Хр. Южно от селото в местността Камини има останки на къщи и работилници за метал от архаичния и класическия период. Други селища от класическия период са открити в по-широката зона на селото и по-специално в местностите Мармаро и Мнима на север и в местността Химадио на юг.
В местността Алонаки на 2,5 km североизточно от селото е открита керамика от византийско и османско време, както и следи от жилищни сгради.
Първото сведение за Ливади е от учредителния документ на манастира „Света Анастасия Фармаколитрия“ от 888 година.

### В Османската империя
След установяването на османската власт и особено след падането на Солун в 1463 година, Ливади преживява икономически възход. Селището принадлежи към нахия Пазаруда.
Земеделският район Ливадич е споменат за пръв път в документ от 1487 година между селата, земите и сградите, които великият везир Исхак паша дарява за издържането на религиозните и браготворителни институции, които той основава в Солун – Аладжа Имарет джамия, имарет и медресе. В преброяване от 1771 година селото е включено в специалната група на вакъфа.
Църквата „Свети Атанасий“ е от 1818 година.
Жители на селото участват в Гръцкото въстание от 1821 година - Теодосиос и Ангелос Стериу, Димитриос Стаму и Николаос Спиру. Те се бият с Емануил Папас при Егри Буджак срещ Юсуф паша, след това в Касандрийското въстание и накрая на Северните Циклади, Централна Гърция и Пелопонес срещу Омер Вриони, Махмуд Драмали паша и Ибрахим паша. Ливади е напълно изгорено разгрома на капитан Стаматиос Капсас през юни 1821 година в подножието на Вузярис.
В края на XIX век Ливади е гръцко село в Солунска кааза на Османската империя със 157 къщи. Александър Синве ("Les Grecs de l’Empire Ottoman. Etude Statistique et Ethnographique"), който се основава на гръцки данни, в 1878 година пише, че в Ливади (Livadhi), Ардамерска епархия, живеят 1800 гърци. В 1900 година според Васил Кънчов („Македония. Етнография и статистика“) в Ливадия живеят 1000 гърци християни.
Жителите на Ливади участват активно в Гръцката въоръжена пропаганда в Македония в началото на XX век. От Ливади са капитаните Николас Маврандзас и Андреас Венетопулос, участвали в битката срещу турците в местността Камени в 1905 година. В местността между Калогерико и Омвриано се води ожесточена битка между четата на Йоанис Дафотис и турската армия, след предателство от българи. Тази битка нанася удар по духа на българите, които са много силни в района на Лъгадина и имаха планове да разширят своето влияние и укрепва съзнанието на гърците в района.
По данни на секретаря на Българската екзархия Димитър Мишев („La Macédoine et sa Population Chrétienne“) в 1905 година в Ливади (Livadi) има 715 жители гърци и в селото има гръцко основно и прогимназиално училище.
В селото са запаззени няколко традиционни къщи – къщата на семейство Базукас, къщата на Григорудис, къщата на Харилаос Кудунис и къщата на Ератостенис Халкияс.

### В Гърция
След Междусъюзническата война в 1913 година попада в Гърция. До 2011 година селото е част от дем Василика на ном Солун.
По време на германската окупацията в годините на Втората световна война в селото е щабът на 2-ри батальон от 31-ви полк на 11-та дивизия на ЕЛАС, командван от капитан Кицос.

## Личности
Родени в Ливади
- Георгиос Льольос (Γεώργιος Λιόλιος), гръцки андартски деец, четник[8]
- Георгиос Саулис (Γεώργιος Σαούλης), гръцки андартски деец, агент от трети ред[8]
- Стерьос Маникас (Στέργιος Μανίκας), гръцки андартски деец, четник при Г. Петру заедно с П. Катакалос, Г. Льольос, Н. Кавадас и Й. Панори, арестуван след сражение с турски аскер край Петрево и лежи 2 години в затвор[8]